# Arabinosio
L'arabinosio è un monosaccaride aldoso e pentoso, ovvero contenente 5 atomi di carbonio e un gruppo aldeidico, con formula bruta C5H10O5. A temperatura ambiente si presenta come un solido cristallino incolore. Il suo nome deriva dalla gomma arabica, dove fu isolato per la prima volta.

## Proprietà
Al contrario di molti altri saccaridi, l'arabinosio è molto più comune negli organismi nella sua configurazione L piuttosto che in quella D. Biosintetizzato a partire dal glucosio tramite degradazione di Wohl, in natura lo si può trovare nei tessuti vegetali sotto forma di saponina, o come componente di biopolimeri come l'emicellulosa e la pectina.

## Isomeri
| Isomeri del D-Arabinosio  | Isomeri del D-Arabinosio               | Isomeri del D-Arabinosio               |
| Forma lineare             | Forme cicliche (proiezione di Haworth) | Forme cicliche (proiezione di Haworth) |
| ------------------------- | -------------------------------------- | -------------------------------------- |
|                           | α-D-Arabinofuranosio 2 %               | β-D-Arabinofuranosio 2 %               |
| α-D-Arabinopiranosio 61 % | β-D-Arabinopiranosio 35 %              |                                        |

## Produzione
L' L-arabinosio può essere ottenuto idrolizzando la gomma di mesquite con dell'acido solforico scaldando la mistura per circa tre ore e successivamente neutralizzando l'acido e purificando il prodotto per ricristallizzazione.

## Applicazioni e impieghi

### In ambito biomedico e biomolecolare
L'operone L-arabinosio è un importante operone in biologia molecolare e ingegneria biomedica. L'arabinosio può essere usato come nutrimento per le colture di batteri in laboratorio. Nell'aprile 2012 dei ricercatori del Medical Research Council hanno usato l'arabinosio al posto del ribosio e del desossiribosio per un acido xenonucleico, capace di trasmettere informazione genetica.

### In cucina
Infine l'arabinosio viene utilizzato come dolcificante (specie nei pre-diabetici e nei diabetici), essendo un antagonista della saccarasi , l'enzima che scinde fruttosio e glucosio nell'intestino tenue.